# LÉ Eithne (P31)
Le Eithne  ou  LÉ Eithne (P31)  est le navire amiral de la Marine irlandaise (Irish Naval Service). C'est l'unique patrouilleur de classe Eithne. 
Il a été construit au chantier naval du Verholme Shipyard de Cork en 1983. C'est le dernier navire irlandais à avoir été construit sur place, le chantier naval ayant été mis en faillite dès 1984.

## Histoire
Son nom de baptême est celui de l'héroïne Eithne de la mythologie celtique irlandaise, représentant la féminité au niveau divin.
L’Eithne est initialement construit pour être le premier d'une série, la classe Eithne. C'est un patrouilleur porte-hélicoptères pouvant être en mer un maximum de 19 jours pour des missions de garde-pêche dans les eaux territoriales irlandaises. 
Les restrictions budgétaires ont empêché la construction des deux suivants, initialement prévus dans cette classe. Il est donc le seul bâtiment irlandais à avoir un hélicoptère embarqué, un SA.365F Dauphin 2 en version navale.